# Джоан Марш
Джо́ан Марш (англ. Joan Marsh; 10 июля 1913 или 10 июля 1914, Портервилл, Калифорния — 10 августа 2000, Охай, Калифорния), настоящее имя Нэ́нси Энн Ро́шер (англ. Nancy Ann Rosher; 10 июля 1913 или 10 июля 1914, Портервилл, Калифорния — 10 августа 2000, Охай, Калифорния) — американская киноактриса, начавшая сниматься в возрасте полутора лет. Дочь кинооператора Чарльза Рошера.

## Биография
Нэнси Рошер родилась 10 июля 1913 года (или 1914 года) в Портервилле, округ Туларе, штат Калифорния, США.
Впервые появилась на экранах, не без помощи отца, в возрасте полутора лет в фильме Hearts Aflame, играла детей в разных лентах вплоть до семилетнего возраста (под псевдонимом Дороти Рошер), затем в её карьере был перерыв, и снова зритель увидел Марш лишь в 1930 году, после того, как её «открыл» известный режиссёр Фрэнк Борзейги. Он же настоял на новом экранном псевдониме: Джоан Марш.
В 1931 году была включена в список молодых актрис, которым прочили «звёздное» будущее — WAMPAS Baby Stars.
В 1937 году на съёмках картины «Чарли Чан на Бродвее» познакомилась со сценаристом Чарльзом Белденом. Они вскоре поженились, но в 1943 году последовал развод, а уже в конце того же года её избранником стал Джон Моррилл, от этого брака родились двое сыновей, Лэнгдон и Джонатан Морриллы. В следующем году вышел последний фильм с участием актрисы.
После завершения кинокарьеры Марш приобрела магазин канцтоваров в Голливуде. Скончалась 10 августа 2000 года в городе Охай, округ Вентура, Калифорния, США.

## Факты
Джоан Марш была очень миниатюрной женщиной: она весила 43 килограмма и носила обувь размера 2AAA — самую маленькую из имевшихся в костюмерных.

## Избранная фильмография
За свою кинокарьеру Джоан Марш сыграла в 66 фильмах, в том числе:
- 1917 — Маленькая принцесса / The Little Princess — ребёнок (в титрах не указана)
- 1918 — Как ты могла, Джин? / англ. How Could You Jean? — дочка Морли
- 1918 — Облигация / The Bond — купидон (в титрах не указана)
- 1919 — Длинноногий папочка / Daddy-Long-Legs — (в титрах не указана)
- 1920 — Мыльная пена / Suds — (в титрах не указана)
- 1920 — Поллианна / Pollyanna — (в титрах не указана)
- 1921 — Маленький лорд Фаунтлерой / Little Lord Fauntleroy — (в титрах не указана)
- 1930 — Король джаза / англ. King of Jazz — блондинка
- 1930 — На Западном фронте без перемен / англ. All Quiet on the Western Front — девушка с плаката
- 1931 — Вдохновение / Inspiration — Мадлен Дорети
- 1931 — Три девушки потерялись / англ. Three Girls Lost — Марсия Таллант
- 1931 — / англ. Maker of Men — Дороти
- 1932 — Ты слушаешь? / Are You Listening? — Хани О’Нил
- 1933 — / High Gear — Энн Мерритт
- 1933 — Как здорово быть живым / It’s Great to Be Alive — Тутс
- 1933 — Треугольная луна / англ. Three-Cornered Moon — Китти
- 1934 — Ты мне говоришь! / англ. You're Telling Me! — Полин Бисби
- 1934 — Мы снова богаты / англ. We're Rich Again — Каролин «Кэрри» Пейдж
- 1935 — Анна Каренина / Anna Karenina — Лили
- 1939 — Восторг идиота / Idiot’s Delight — Элейн Мессиджер
- 1941 — Дорога в Занзибар / Road to Zanzibar — Димплс
- 1943 — Секретная служба в Африке / англ. Secret Service in Darkest Africa — Джанет Блейк
- 1944 — Следуй за лидером / Follow the Leader — Милли Макгиннис